# Алексія Нідерландська
Її Королівська Високість Алексія, принцеса Нідерландів і принцеса Оранська-Нассау (нід. Prinses Alexia, prinses der Nederlanden, prinses van Oranje-Nassau; нар. 26 червня 2005, Гаага) — середня дочка короля Нідерландів Віллема-Олександра і королеви Максими, внучка принцеси Беатрікс.

## Біографія
Принцеса Алексія Юліана Марсела Лорентін народилася 26 червня 2005 в 14:40 в госпіталі Броново в Гаазі (Нідерланди). Коли принцеса народилася, вона важила 3490 грамів і мала зріст 50 см. При народженні вона отримала титули принцеси Нідерландів і принцеси Оранської-Нассау. Принцеса Алексія займає друге місце в лінії успадкування престолу Нідерландів (після старшої сестри принцеси Оранської Катаріни-Амалії).
У принцеси Алексії є дві сестри — старша сестра принцеса Оранская Катаріна-Амалія, яка народилася 7 грудня 2003 і молодша сестра принцеса Аріана, яка народилася 10 квітня 2007 року.
Хрестини принцеси Алексії відбувались 19 листопада 2005 року у Гаазі. Серед її хресних — принц Фрізо, середній син принцеси Беатрікс і дядько принцеси Алексії, і королева Бельгії Матильда.
ЇЇ офіційні імена: Алексія — на честь свого батька короля Віллема Олександра;
- Юліана — на честь своєї прабабусі королеви Юліани;
- Марсела — на честь тітки її матері і хресної матері королеви Максими Марсели Серутті;
- Лорентін — на честь її тітки принцеси Лорентін;

29 червня 2009 Алексія почала навчання в школі Bloemcampschool.